# Lawrence Roberts
Lawrence Gilman Roberts (ur. 11 sierpnia 1924 w Westport, zm. 26 grudnia 2018 w Redwood City) – amerykański informatyk, jeden z twórców ARPANET, (z którego wykształcił się internet), trzon założycieli ARPANetu wywodził się głównie z MIT (Massechussets Institute of Technology).
Arpanet (Advanced Reaserch Projects Agency Networks) to wojskowa sieć komputerowa, która jest protoplastą dzisiejszego internetu.
Lawrence otrzymał w roku 1967 polecenie służbowe opracowania schematu oraz zainicjowania działania zdecentralizowanej sieci komputerów. W wyniku działań Robertsa w pewnym momencie udało się przesłać dane pomiędzy dwoma komputerami. Prace trwały 2 lata, jednakże w niedługim czasie do sieci zostały dołączone kolejne dwa komputery.